# Ivoy-le-Pré
Ivoy-le-Pré ist eine französische Gemeinde mit 775 Einwohnern (Stand: 1. Januar 2022) im Département Cher in der Region Centre-Val de Loire; sie gehört zum Arrondissement Vierzon und zum Kanton Aubigny-sur-Nère. Die Einwohner werden Ivéopratains genannt.

## Geographie
Ivoy-le-Pré liegt etwa 76 Kilometer südsüdöstlich von Orléans in der Sologne. Im südwestlichen Gemeindegebiet mündet das Flüsschen Vernon in die Petite Sauldre, die die Gemeinde im Westen durchquert. Umgeben wird Ivoy-le-Pré von den Nachbargemeinden Oizon im Norden, Villegenon im Nordosten, Jars im Nordosten und Osten, La Chapelotte im Osten, Henrichemont im Süden, Achères im Süden und Südwesten, Méry-ès-Bois im Südwesten und Westen, La Chapelle-d’Angillon im Westen sowie Ennordres im Nordwesten.

## Bevölkerungsentwicklung
| Jahr                       | 1962 | 1968 | 1975 | 1982 | 1990 | 1999 | 2006 | 2019 |
| Einwohner                  | 1189 | 1042 | 856  | 933  | 807  | 857  | 868  | 790  |
| Quellen: Cassini und INSEE |      |      |      |      |      |      |      |      |

## Sehenswürdigkeiten
- Kirche Saint-Aignan aus dem 13. Jahrhundert
- Schloss aus dem 17. Jahrhundert
- Verlassene Wassermühle

## Persönlichkeiten
- Nicolas Leblanc (1742–1806), Chirurg und Chemiker
- Félix Théodore Millet (1844–um 1900), Ingenieur (das Millet ist ein motorisiertes Fahrrad)